# Ohaba de sub Piatră
Ohaba de sub Piatră – wieś w Rumunii, w okręgu Hunedoara, w gminie Sălașu de Sus. W 2011 roku liczyła 182 mieszkańców.